# The Advisory Circle
The Advisory Circle es uno de los alias del músico electrónico Jon Brooks (el otro es King of Woolworths). Sus lanzamientos como The Advisory Circle están en el sello Ghost Box Records.
El primer lanzamiento de The Advisory Circle fue Mind How You Go, publicado como un CD de 3" en 2005.
En una amplia entrevista en la revista The Wire Brooks detalló su fascinación por las "películas de información pública" de la década de 1970. En dicha entrevista Brooks describe su sonido de la siguiente manera: "todo está bien, pero hay algo que no está del todo bien en ello".
Brooks también publica música bajo su propio nombre y una variedad de alter ego, con influencias musicales similares (como bandas sonoras y música de librería), atmósferas emocionales y temas conceptuales del material de The Advisory Circle, a través de su propio sello Café Kaput .

## Discografía
Como The Advisory Circle:
- 2005 Mind How You Go (CD-R, miniálbum)
- 2008 Other Channels (CD)
- 2011 As The Crow Flies (CD)
- 2014 From Out Here (CD)
- 2018 Ways of Seeing (CD, LP, download)[3]

Como King Of Woolworths:
- 2001 Ming Star (álbum) (CD)
- 2003 L'Illustration Musicale (álbum) (CD)
- 2004 Rediffusion (álbum) (CD)